# 順昌県
順昌県（じゅんしょう-けん）は中華人民共和国福建省に位置する省直轄の県であり、しばらくの間、南平市の代理管轄下に置かれている。

## 歴史
629年（貞観3年）、将楽県が分割され将水場が設置される。893年（景福2年）、将水鎮と改称され、933年（龍啓元年）に順昌県に改編される。

## 行政区画
下部に1街道、7鎮、4郷を管轄する。
- 街道
  - 双渓街道
- 鎮
  - 建西鎮、洋口鎮、元坑鎮、埔上鎮、大暦鎮、大干鎮、仁寿鎮、鄭坊鎮
- 郷
  - 洋墩郷、嵐下郷、高陽郷

## 交通

### 鉄道
- 中国鉄路総公司
  - 鷹廈線
    - 順昌駅

### 道路
- 高速道路
  - 寧光高速道路
- 国道
  - G316国道